# تايرون برانسون
تايرون برانسون (بالإنجليزية: Tyrone Brunson)‏ هو موسيقي ومغني أمريكي، ولد في 22 مارس 1956 في واشنطن العاصمة في الولايات المتحدة، وتوفي في 25 مايو 2013.

## وصلات خارجية
- تايرون برانسون على موقع ميوزك برينز (الإنجليزية)
- تايرون برانسون على موقع أول ميوزيك (الإنجليزية)
- تايرون برانسون على موقع ديسكوغز (الإنجليزية)